# Денацификация
Денацификация (на немски: Entnazifizierung) е вид лустрация, комплекс от мероприятия, извършени за изчистване на следвоенното германско и австрийско общество, култура, преса, икономика, образование, юриспруденция и политика от влиянието на нацистката идеология. Денацификацията се провежда по инициатива на съюзниците от антихитлеристката коалиция, след победата над Нацистка Германия и се основава на решенията, взети на Потсдамската конференция.

## Речниково значение на понятието
В „Речник на българския език“ на Института за български език при Българската академия на науките е дадено следното определение за денацификация: Ликвидиране, премахване на остатъците от нацизма (фашизма) в политическия, икономическия и обществения живот на Германия след Втората световна война.
В тълковния речник на английския език на издателство Оксфорд Юнивърсити Прес е дадено следното определение за съществителното име денацификация (на английски: Denazification): Процесът по изправяне пред правосъдието на лидерите на националсоциалистическия режим в Германия и на прочистване на всички елементи на нацизма от обществения живот, осъществен най-вече между 1945 и 1948 г., подкрепено с примера: „С настъпването на края на войната Рифенщал все още трябваше да монтира филма и той бе конфискуван по време на трибуналите за денацификация.“

## Употреба на понятието от руската пропаганда през Руско-украинската война
В ранните часове на 24 февруари 2022 г. Русия извършва пълномащабно военно нападение над независима Украйна. Обявено от руския президент Владимир Путин като „военна операция“, имаща за цел – по негови думи – да „демилитаризира и денацифицира“ Украйна, нападението е определяно като най-сериозната военна обстановка в Европа след края на Втората световна война.
По смисъла, който влага, и целите, които преследва по начин, заради който Международният наказателен съд започва разследване за военни престъпления, престъпления срещу човечеството и геноцид от страна на Русия, Путин използва понятието като претекст за замяна на прозападните, демократично избрани лидери на Украйна, с избрани от него, обслужващи интересите на Кремъл, и за асимилиране или унищожаване на държавата Украйна и нейните граждани.
Потърсени за аргументирано мнение от американското издание „Тайм“, историците отбелязват, че Путин злоупотребява с термина „денацифицира“, и подчертават, че денацификацията се отнася до конкретен момент от периода на следвоенната епоха и че използването на термина от Путин е „пропаганда, насочена към страховете му относно сегашното демократично правителство в Украйна, и няма връзка с историята около нацисткия режим от 30-те и 40-те години на миналия век“. Сред цитираните от изданието експерти е Тимъти Снайдър – почетен професор по история на името на Ричард С. Левин в Йейлския университет и автор на книгата „Пътят към несвободата: Русия, Европа, Америка“.
За драстичното увеличаване на търсенето на понятието както в световен мащаб на английски език, така и на руски език, във връзка с манипулативната му употреба от руския президент в контекста на войната в Украйна, свидетелстват данните на Гугъл, генерирани чрез аналитичния инструмент Гугъл Трендс.